# Kazimiera
Kazimiera – żeński odpowiednik imienia Kazimierz. W średniowieczu nie występowało. Prawdopodobnie rozpowszechniło się pod koniec XVII wieku, po przyjeździe do Polski Marysieńki, żony króla Jana III Sobieskiego.
Kazimiera imieniny obchodzi:
- 19 grudnia, jako wspomnienie bł. Marii Marty od Jezusa (Kazimiery Wołowskiej)
- 4 marca, 21 sierpnia – dawniej przyjęte daty.

## Znane osoby noszące imię Kazimiera
- Kazimiera Iłłakowiczówna – poetka
- Kazimiera Prunskienė
- Maria Kazimiera d’Arquien, Marysieńka
- Kazimiera Szczuka
- Kazimiera Utrata – aktorka

## Postacie fikcyjne noszące imię Kazimiera
- Kazimiera Wąsowska - bohaterka powieści Lalka Bolesława Prusa
- Kazia - bohaterka opowiadania Panny z Wilka Jarosława Iwaszkiewicza
- Kazimiera Solejuk - bohaterka serialu Ranczo grana przez Katarzynę Żak
- Kazimiera Winna - bohaterka powieści Stulecie Winnych Ałbeny Grabowskiej

Zobacz też:
- Kaźmierki
- Nowa Kaźmierka